# بيرس بروسنان
بريس بريندان بروسنان (بالإنجليزية: Pierce Brosnan)‏ (ولد في 16 مايو 1953) هو ممثل ومنتج إيرلندي يحمل الجنسية الأمريكية، ويُعرف جيداً بتجسيد دور العميل السري جيمس بوند في أربعة أفلام وهي العين الذهبية والغد لا يموت والعالم ليس كافياً ومت في يوم آخر , بالإضافة إلى أنه ظهر في أفلام سينمائية عديدة منها السيدة داوتفاير وهجوم المريخ! وقوانين الجاذبية .

## بدايته
ولد طفلاً وحيداً في إيرلندا في دروغهيدا, مقاطعة لاوث , عاش بروسنان بالقرب من نافن مقاطعة ميث, هجر والده الأسرة عندما كان بروسنان رضيعا وعندما كان عمره أربعة سنوات انتقلت والدته إلى لندن من أجل العمل كممرضة، فعاش مع جده وجدته فيليب وكاثلين سميث، وعندما توفى جديه عاش مع عمته ثم عمه، وبعد ذلك انتقل للعيش في مأوى، فيما بعد ترعرع بروسنان مع عائلة رومان كاثوليكية حيث درس في مدرسة محلية وعمل خادم لمذبح في كنيسة، وفي 1964 عندما بلغ من العمر الحادية عشر غادر بروسنان إيرلندا ليعيش مع والدته وزوجها، وقد أصطحبه زوج والدته في يوما ما إلى السينما ليشاهد فيلم أصبع الذهب وكانت هذه هي المرة الأولى التي يشاهد فيها بروسنان فيلما لجيمس بوند , درس بروسنان في مدرسة إليوت في لندن وقد كان الطلبة ينادونة في المدرسة ب«الأيرلندي» ، عندما بلغ سن السادسة عشر ترك المدرسة وقرر أن يصبح رساما فتدرب في مدرسة القديس مارتن للفنون، وبعد ذلك تدرب كممثل في مركز الدراما في لندن.

## مشواره الفني
في أوائل الثمانينيات ظهر بروسنان بأدوار مختلفة في مسلسلات تلفزيونية مثل The Professionals و The Manions of America و في عام 1982 لعب بروسنان دور روبرت غولد شاو الثاني في المسلسل التلفزيوني القصير Masterpiece Theatre: Nancy Astor و ترشح عن هذا الدور لجائزة الغولدن غلوب عام 1985 لأفضل ممثل مساعد، وفي عام 1982 انطلقت شعبية بيرس بروسنان في الولايات المتحدة لعبه دور البطولة المناسب بشكل صارم في مسلسل Remington Steele , وشاركته في البطولة ستيفاني زيمباليست . وفي عام 1986 عرض على بروسنان دور جيمس بوند قبل إكمال سلسلة Remington Steele ولكنه كان غير قادرا على إبطال التعاقد مع المنتجين، ولذلك تم التعاقد مع تيموثي دالتون لتأدية الدور.

## الأفلام
| السنة | الفيلم                   | الدور                     | ملاحظات |
| ----- | ------------------------ | ------------------------- | --- |
| 1993  | السيدة داوتفاير          | ستورت دونمير              | |
| 1994  | لا تتحدث إلى الغرباء     | دوغلاس برودي              | |
| 1995  | العين الذهبية            | جيمس بوند                 | الفيلم السابع عشر ضمن سلسلة أفلام جميس بوند، والفيلم الأول الذي يلعب فيه بيرس بروسنان دور العميل جيمس بوند |
| 1996  | هجوم المريخ!             | الدكتور دونالد كيسلر      | |
| 1997  | الغد لا يموت             | جيمس بوند                 | |
| 1997  | دانتيز بيك               | هاري ديلتون               | |
| 1999  | العالم ليس كافيا         | جيمس بوند                 | |
| 1999  | قضية توماس كراون         | توماس كراون               | |
| 2001  | خياط بنما                | أندرو اوسنارد             | |
| 2002  | مت في يوم آخر            | جيمس بوند                 | |
| 2004  | بعد الغروب               | ماكس برديت                | |
| 2004  | قوانين الجاذبية          | دانييل رافيرتي            | |
| 2005  | مصارعة الثيران           | جوليان نوبل               | |
| 2006  | شلالات سيرافيم           | غيديون                    | |
| 2007  | الفراشة                  | توم ريان                  | |
| 2008  | ماما ميا!                | سام كارمايكل              | |
| 2010  | محيطات                   | ناراتور                   | |
| 2010  | شبح الكاتب               | ادم لانغ                  | |
| 2011  | أنا لا أعرف كيف فعلتها   | جاك أبيلهامر              | |
| 2011  | جادة الخلاص              | دان داي                   | |
| 2013  | الحب هو كل ما تحتاجه     | فيليب                     | |
| 2013  | نهاية العالم             | جاي شيفارد                | |
| 2014  | لكمة الحب                | ريتشارد جونس              | |
| 2014  | الطريق إلى الهاوية       | مارتن شارب                | |
| 2014  | رجل نوفمبر               | بيتر ديفروكس              | |
| 2015  | سم كايند أوف بيوتفل      | ريتشارد هيج               | |
| 2015  | سرفايفر                  | صانع الساعات              | |
| 2015  | لا مفر                   | هاموند                    | |
| 2016  | دافع                     | الشيطان سلون              | |
| 2016  | أي تي                    | مايك ريجان                | |
| 2017  | إبنة الملك               | لويس الرابع عشر ملك فرنسا | |
| 2017  | الولد الوحيد في نيويورك  | إيثان ويب                 | |
| 2017  | الأجنبي                  | ليام هينيسي               | |
| 2018  | ماما ميا! لنذهب مرة أخرى | سام كارمايكل              | |
| 2018  | فاينل سكور               | ديميتري بيلوف             | |

## جيمس بوند

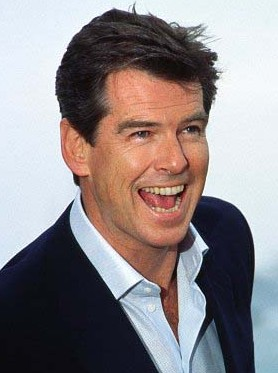
بيرس بروسنان، مهرجان كان

كان من المفترض ان يحل بروسنان محل روجر مور في العام 1987 لكن ارتباطه بعمل اخر حال دون ذلك ليحل محله تيموثي دالتون
قام بروسنان بالتوقيع على صفقة للقيام بدور العميل جيمس بوند بأربعة أفلام، وظهوره الأول بدور بوند كان في عام 1995 في فيلم العين الذهبية , وحصل على إستحسان من النقاد، وحقق الفيلم أكثر من ضعف إجمالي الفيلم السابق لتيموثي دالتون في مبيعات شباك التذاكر على مستوى العالم. وعاد في فيلم الغد لا يموت عام 1997، وفيلم العالم ليس كافياً عام 1999 وحققا نفس النجاح، وفي عام 2002 ظهر بروسنان في فيلمه الرابع والأخير بدور بوند في فيلم مت في يوم آخر , وفي أوائل 2004, أدى بيرس بروسنان صوت جيمس بوند في لعبة الفيديو James Bond 007: Everything or Nothing .

## روابط خارجية
- بيرس بروسنان على موقع IMDb (الإنجليزية)
- بيرس بروسنان على موقع ميتاكريتيك (الإنجليزية)
- بيرس بروسنان على موقع الموسوعة البريطانية (الإنجليزية)
- بيرس بروسنان على موقع روتن توميتوز (الإنجليزية)
- بيرس بروسنان على موقع مونزينجر (الألمانية)
- بيرس بروسنان على موقع قاعدة بيانات الأفلام العربية
- بيرس بروسنان على موقع ألو سيني (الفرنسية)
- بيرس بروسنان على موقع ميوزك برينز (الإنجليزية)
- بيرس بروسنان على موقع تيرنر كلاسيك موفيز (الإنجليزية)
- بيرس بروسنان على موقع أول موفي (الإنجليزية)